# Tungiasis
La tungiasis es una ectoparasitosis producida por la pulga Tunga penetrans, insecto menor de 1 mm que se mete dentro de la piel produciendo prurito intenso, ataca predominantemente los pies. La enfermedad se encuentra en las regiones tropicales y selváticas de América, África y Asia. Cada vez es más rara por el desarrollo de los pueblos.
El uso del calzado y los suelos con baldosas y cemento evitan su diseminación.

## Manifestaciones clínicas
En el sitio de aparición de las pulgas se observan pápulas con un orificio que comunica al parásito con el exterior. Además en la piel de la zona infectada se observa eritema, edema y ulceraciones. Es común la presencia de infecciones bacterianas secundarias y la queja de prurito por parte del paciente.

## Tratamiento y prevención
El tratamiento consiste en retirar con un objeto puntiagudo la pulga de la piel cuidando las normas de asepsia.
La prevención se hace usando calzado y cubriendo los pisos de los hogares con material moderno para la construcción.